# Internationaler Chorwettbewerb Ave Verum

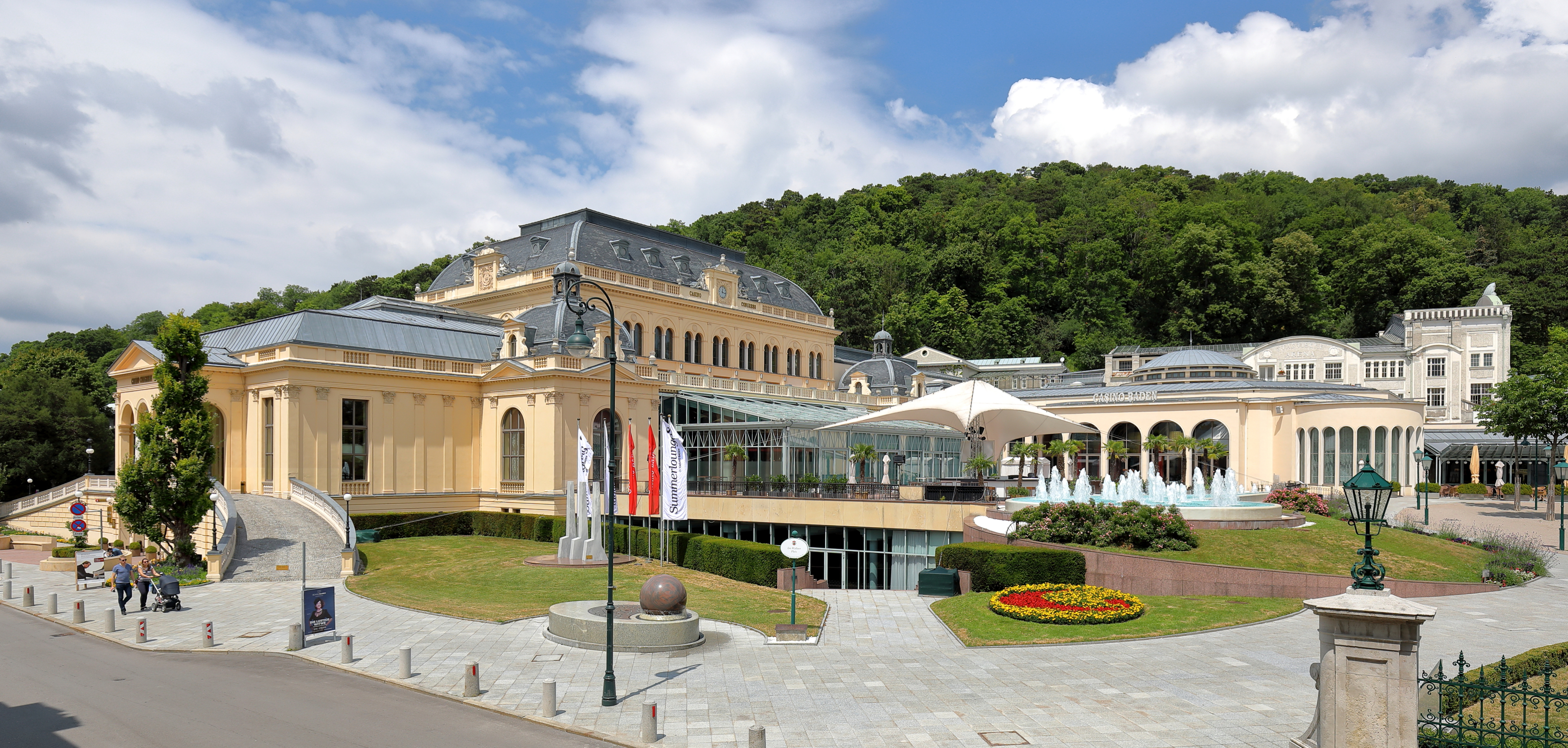
Das Congress Center Baden als Veranstaltungsort des Chorwettbewerb Ave Verum

Der Internationale Chorwettbewerb Ave Verum ist ein internationaler Chorwettbewerb in Baden bei Wien, der von einem 2010 gegründeten gemeinnützigen Verein veranstaltet wird. Er ist nach der Motette Ave verum corpus (KV 618) von Wolfgang Amadeus Mozart benannt, die 1791 in Baden bei Wien komponiert und in der dortigen Pfarrkirche St. Stephan uraufgeführt worden war. Initiiert hat die von einem Rahmenprogramm begleitete Veranstaltungsreihe der Chorleiter und Komponist Wolfgang Ziegler, finanziert wird sie durch Nenngelder, Kartenverkäufe sowie private und öffentliche Sponsoren.

## Teilnahmebedingungen
Zum Wettbewerb sind Kinder-, Jugend-, Frauen-, Männer- und gemischte Amateurchöre zwischen 16 und 48 Sängerinnen und Sängern zugelassen.
Die Vokaldarbietungen müssen a-cappella gesungen werden und ein Pflichtprogramm (Teil A: Je ein Chorstücke komponiert vor 1945, eines zwischen 1945 und 2000, eines nach 2000 und ein einstimmiges Pflichtlied) und ein frei gewähltes, weit gestreutes Programm (Teil B „Grand Prix“, frei gewähltes Programm, ein Chorstück aus Teil A darf wiederholt werden) aufweisen.
Es sind Preise für das Pflichtprogramm, den Grand Prix Ave Verum und Spezialpreise für die jeweils beste Interpretation eines Chorstückes komponiert vor 1945, zwischen 1945 und 2000, nach 2000 sowie das Pflichtlied ausgeschrieben. Ferner gibt es einen Sonderpreis für das beste Repertoire, einen Dirigentenförderpreis und einen Publikumspreis.

## Rahmenprogramm
Neben einem Eröffnungsempfang „Meet & Greet“ im Congress Center Baden, der „Langen Nacht der Chormusik“, bei der alle teilnehmenden Chöre in einem frei zugänglichen Konzert um den Publikumspreis singen, wird eine feierliche Preisverleihung im Congress Center Baden und ein „After Competition Party“ für alle teilnehmenden Chöre ausgerichtet.

## Geschichte
Die Wettbewerbe fanden in folgenden Zeiträumen statt:
- ICC AVE VERUM 2012 von 10. bis 13. Mai 2012[4]
- ICC AVE VERUM 2014 von 22. bis 25. Mai 2014[5]
- ICC AVE VERUM 2017 von 22. bis 25. Juni 2017[6]
- ICC AVE VERUM 2019 von 31. Mai bis 2. Juni 2019[7]
- ICC AVE VERUM 2022 von 13. bis 15. Mai 2022[8]
- ICC AVE VERUM 2024 von 9. bis 12. Mai 2024[9]

### Jurymitglieder
| 2012                        | 2014                                     | 2017                                         | 2019                                         | 2022                                         | 2024                              |
| --------------------------- | ---------------------------------------- | -------------------------------------------- | -------------------------------------------- | -------------------------------------------- | --------------------------------- |
| Heinz Ferlesch (Österreich) | Franz Herzog (Österreich – Vorsitzender) | Ludo Claesen (Belgien)                       | Thomas Caplin (Norwegen)                     | Mirjam Schmidt (Österreich)                  | Agnieszka Franków-Żelazny (Polen) |
| Maria Goundorina (Russland) | Mia Makaroff (Finnland)                  | Rohan de Lanerolle (Sri Lanka)               | Heinz Ferlesch (Österreich)                  | Astrid Vang-Pedersen (Dänemark)              | Pavel Šnajdr (Tschechien)         |
| Vytautas Miškinis (Litauen) | JingLing-Tam (USA)                       | Zoltan Pad (Ungarn)                          | Gabor Hollerung (Ungarn)                     | Michele Josia (Italien)                      | Simon Erasimus (Österreich)       |
| Erwin Ortner (Österreich)   | Fritz ter Wey (Deutschland)              | Gerald Wirth (Österreich)                    | Michele Josia (Italien)                      | Bengt Ollen (Schweden)                       | Sofia Agren (Schweden)            |
| Karmina Silec (Slowenien)   | Brady Allred (USA)                       | Wolfgang Ziegler (Österreich – Vorsitzender) | Wolfgang Ziegler (Österreich – Vorsitzender) | Yulia Mikkonen (Österreich)                  | Sofia Gioldasi (Griechenland)     |
| Robert Sund (Schweden)      | Javier Busto (Spanien)                   |                                              |                                              | Wolfgang Ziegler (Österreich – Vorsitzender) | Márton Tóth (Ungarn)              |

### Teilnehmer und Preise
Bewertungen (Gold Superior ab 2014)
- Gold Superior (97–100 Punkte)
- Gold (90–96 Punkte)
- Silber (80–89 Punkte)
- Bronze (70–79 Punkte)

#### 2012
| Teilnehmer 2012                        | Grand Prix | 1. Preis | 2. Preis | 3. Preis | Kategorie | vor 1700 | Klassik, Romantik, 20. Jh. | nach 2000 | Dirigenten Förderungspreis | Repertoire | Publikumspreis |
| -------------------------------------- | ---------- | -------- | -------- | -------- | --------- | -------- | -------------------------- | --------- | -------------------------- | ---------- | -------------- |
| Canticum, Norwegen                     |            |          |          |          | Silber    |          |                            |           |                            |            |                |
| Ellerhein Girls Choir, Estland         |            |          | X        |          | Gold      |          |                            |           |                            |            |                |
| Frauenkammerchor Cantilena, Österreich |            |          |          | X        | Gold      |          |                            | X         |                            |            | X (ex aequo)   |
| Harmonie Bernbach, Deutschland         |            |          |          |          | Bronze    |          |                            |           |                            |            |                |
| Musica Quantica, Argentinien           | X          | X        |          |          | Gold      | X        |                            |           |                            | X          | X (ex aequo)   |
| Prima Voce Chamber Choir, USA          |            |          |          |          | Silber    |          |                            |           |                            |            |                |
| Raniza Girls Choir, Weißrussland       |            |          |          |          | Silber    |          |                            |           |                            |            |                |
| Västerås Kammarkör, Schweden           |            |          |          |          | Gold      |          | X                          |           |                            |            |                |
| Vox Antiqua Kamarakórus, Ungarn        |            |          |          |          | Gold      |          |                            |           | Csaba Kiss                 |            |                |
| Vox Mirabilis, Ungarn                  |            |          |          |          | Bronze    |          |                            |           |                            |            |                |

#### 2014
| Teilnehmer 2014                                | Grand Prix | 1. Preis | 2. Preis | 3. Preis | Kategorie     | vor 1700 | Klassik, Romantik, 20. Jh. | nach 2000 | Dirigenten Förderungspreis | Repertoire | Publikumspreis |
| ---------------------------------------------- | ---------- | -------- | -------- | -------- | ------------- | -------- | -------------------------- | --------- | -------------------------- | ---------- | -------------- |
| Academic Choir Sonyachny Strum, Ukraine        |            |          |          |          | Silber        |          |                            |           |                            |            |                |
| Bodeca Neza, Italien                           |            |          |          |          | Silber        |          |                            |           |                            | X          | X              |
| Coro siamo, Österreich                         |            |          | X        |          | Gold          | X        |                            |           |                            |            |                |
| Kammerchor Manila, Philippinen                 |            |          |          |          | Silber        |          |                            |           |                            |            |                |
| Landesjugendchor Wien, Österreich              |            |          |          |          | Silber        |          |                            |           |                            |            |                |
| Prazska Kantilena, Tschechische Republik       |            |          |          |          | Silber        |          |                            |           | Lea Esserova               |            |                |
| Samford University, USA                        |            |          |          | X        | Gold          |          |                            | X         |                            |            |                |
| The University of Georgia Hodgson Singers, USA | X          | X        |          |          | Gold Superior |          | X                          |           |                            |            |                |
| Városminor Chamber Choir, Ungarn               |            |          |          |          | Silber        |          |                            |           |                            |            |                |

#### 2017
| Teilnehmer 2017                                   | Grand Prix NÖ | 1. Preis     | 2. Preis | 3. Preis | Kategorie     | Pflichtlied | Klassik, Romantik, 20. Jh. | nach 2000 | Dirigenten Förderungspreis | Repertoire | Publikumspreis |
| ------------------------------------------------- | ------------- | ------------ | -------- | -------- | ------------- | ----------- | -------------------------- | --------- | -------------------------- | ---------- | -------------- |
| Airlangga University Choir, Surabaya (Indonesien) |               | X (ex aequo) |          |          | Gold Superior |             |                            | X         |                            |            | X              |
| Art Sonus Choir, St. Petersburg (Russland)        |               |              |          |          | Gold          |             |                            |           | Vera Slasnaya              |            |                |
| Cantica Laetitia, Zlin (Tschechien)               |               |              |          | X        | Gold          |             |                            |           |                            |            |                |
| Carolinae Damkör, Lund (Schweden)                 |               |              |          |          | Gold          |             |                            |           |                            | X          |                |
| Natchnenne, Minsk (Weißrussland)                  |               |              |          |          |               |             |                            |           |                            |            |                |
| Gloria Brunensis, Brünn (Tschechien)              |               |              |          |          | Silber        |             |                            |           |                            |            |                |
| Kölcsey Kórus Debrecen, (Ungarn)                  |               |              |          |          | Gold          | X           |                            |           |                            |            |                |
| Noorus, Tallinn (Estland)                         |               |              |          |          | Silber        |             |                            |           | Maarja Helstein            |            |                |
| Santo Tomas Singers, Manila (Philippinen)         | X             | X (ex aequo) |          |          | Gold Superior |             | X                          |           |                            |            |                |

#### 2019
| Teilnehmer 2019                                                            | Grand Prix NÖ | 1. Preis | 2. Preis | 3. Preis | Kategorie     | Pflichtlied                         | Klassik, Romantik, 20. Jh. | nach 2000 | Dirigenten Förderungspreis | Repertoire | Publikumspreis |
| -------------------------------------------------------------------------- | ------------- | -------- | -------- | -------- | ------------- | ----------------------------------- | -------------------------- | --------- | -------------------------- | ---------- | -------------- |
| Georgia Southern Chorale, Savannah (USA)                                   |               |          |          |          | Gold          |                                     |                            |           | Dr. Shannon Jeffreys       |            |                |
| Imusicapella, Imus Cavite (Philippinen)                                    | X             |          | X        |          | Gold Superior |                                     |                            |           |                            |            |                |
| Laetare Vocal Ensemble, Dublin (Irland)                                    |               |          |          |          | Gold          |                                     |                            |           |                            |            |                |
| Lautitia Children‘s Choir, Debrecen (Ungarn)                               |               |          |          |          | Gold          | X (M. Länger, Silence tells it all) |                            |           | József Nemes               |            |                |
| Northwestern State University Chamber Choir, Natchitoches (Louisiana, USA) |               |          |          | X        | Gold          | X (V. Miskinis, Gloria)             |                            |           |                            |            |                |
| Oriana Youth Female Choir, Odessa (Ukraine)                                |               |          |          |          | Gold          |                                     | X                          |           |                            |            |                |
| St. Petri Ungdomskör - SPUK, Malmö (Schweden)                              |               |          |          |          | Gold          |                                     |                            |           |                            |            |                |
| Steirischer Landesjugendchor CantAnima, Graz (Österreich)                  |               | X        |          |          | Gold Superior |                                     |                            | X         |                            | X          | X              |

#### 2022
| Teilnehmer 2022                                | Grand Prix AVE VERUM | 1. Preis | 2. Preis | 3. Preis | Kategorie     | Beste Interpretation Komposition vor 1945 | 1945–2000 | nach 2000 | Pflichtlied (unisono) | Repertoire | Dirigenten Förderungspreis | Publikumspreis |
| ---------------------------------------------- | -------------------- | -------- | -------- | -------- | ------------- | ----------------------------------------- | --------- | --------- | --------------------- | ---------- | -------------------------- | -------------- |
| D´Accord Wien, (Österreich)                    |                      |          |          |          | Gold          |                                           |           |           |                       |            |                            |                |
| Brno Academic Choir (Tschechien)               |                      |          |          |          | Gold          |                                           |           |           | X                     |            |                            |                |
| Västgöta Nations Manskör Korgossana (Schweden) |                      |          |          |          | Gold          |                                           |           |           |                       |            | Rebecca Gustafsson         |                |
| Komorno Zbor Orfej (Slowenien)                 |                      |          |          | X        | Gold          |                                           |           |           |                       | X          |                            | X              |
| Bündner Jugendchor (Schweiz)                   |                      |          |          |          | Gold          |                                           |           | X         |                       |            |                            |                |
| Mixed Choir HUIK! (Estland)                    |                      |          | X        |          | Gold          | X                                         |           |           |                       |            | Ode Pürg                   |                |
| Cantus Novus Wien (Österreich)                 |                      |          |          |          | Gold          |                                           |           |           |                       |            |                            |                |
| Sophia Chamber Choir (Ukraine)                 | X                    | X        |          |          | Gold Superior |                                           | X         |           |                       |            |                            |                |

#### 2024
| Teilnehmer 2024                                                                 | Grand Prix AVE VERUM | 1. Preis | 2. Preis | 3. Preis | Kategorie     | Beste Interpretation Komposition vor 1945 | 1945–2000 | nach 2000 | Pflichtlied (unisono) | Repertoire | Dirigenten Förderungspreis | Publikumspreis |
| ------------------------------------------------------------------------------- | -------------------- | -------- | -------- | -------- | ------------- | ----------------------------------------- | --------- | --------- | --------------------- | ---------- | -------------------------- | -------------- |
| The Choir of Maritime University of Szczecin, (Polen)                           |                      |          | X        |          | Gold Superior |                                           |           | X         |                       |            |                            |                |
| Cuore Chamber Choir (Irland)                                                    |                      |          |          |          | Gold          |                                           |           |           |                       |            |                            |                |
| Women's Choir Vocals of the Park of Culture amd Recreation in Prešov (Slowakei) |                      |          |          |          | Bronze        |                                           |           |           |                       |            |                            |                |
| Helene Stureborg's Chamber Choir (Schweden)                                     |                      |          |          |          | Gold          |                                           |           |           |                       |            |                            |                |
| Hjorthagens Kammarkör (Schweden)                                                |                      |          |          |          | Silber        |                                           |           |           |                       |            |                            |                |
| Mixed Choir Venztspils (Lettland)                                               |                      |          |          | X        | Gold          |                                           |           |           | X                     |            |                            |                |
| Pax et Bonim Chamber Choir (Ungarn)                                             |                      |          |          |          | Gold          |                                           |           |           |                       |            | Kiss Boldizsár             | X              |
| University of Houston Concert Chorale (USA)                                     | X                    | X        |          |          | Gold Superior | X                                         | X         |           |                       | X          |                            |                |